# Benedetto Briosco

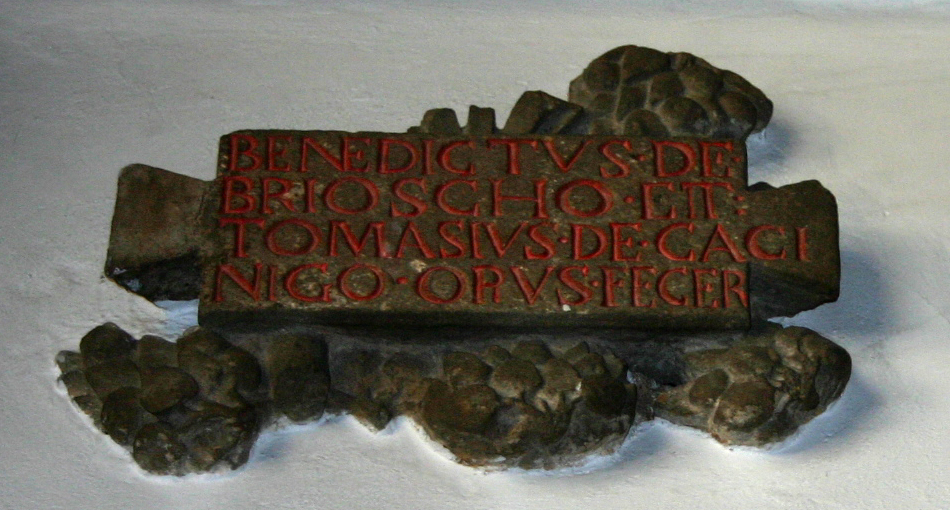
Podpis Benedetto Briosco i Tommaso Cazzanigi zachowany w Mediolanie

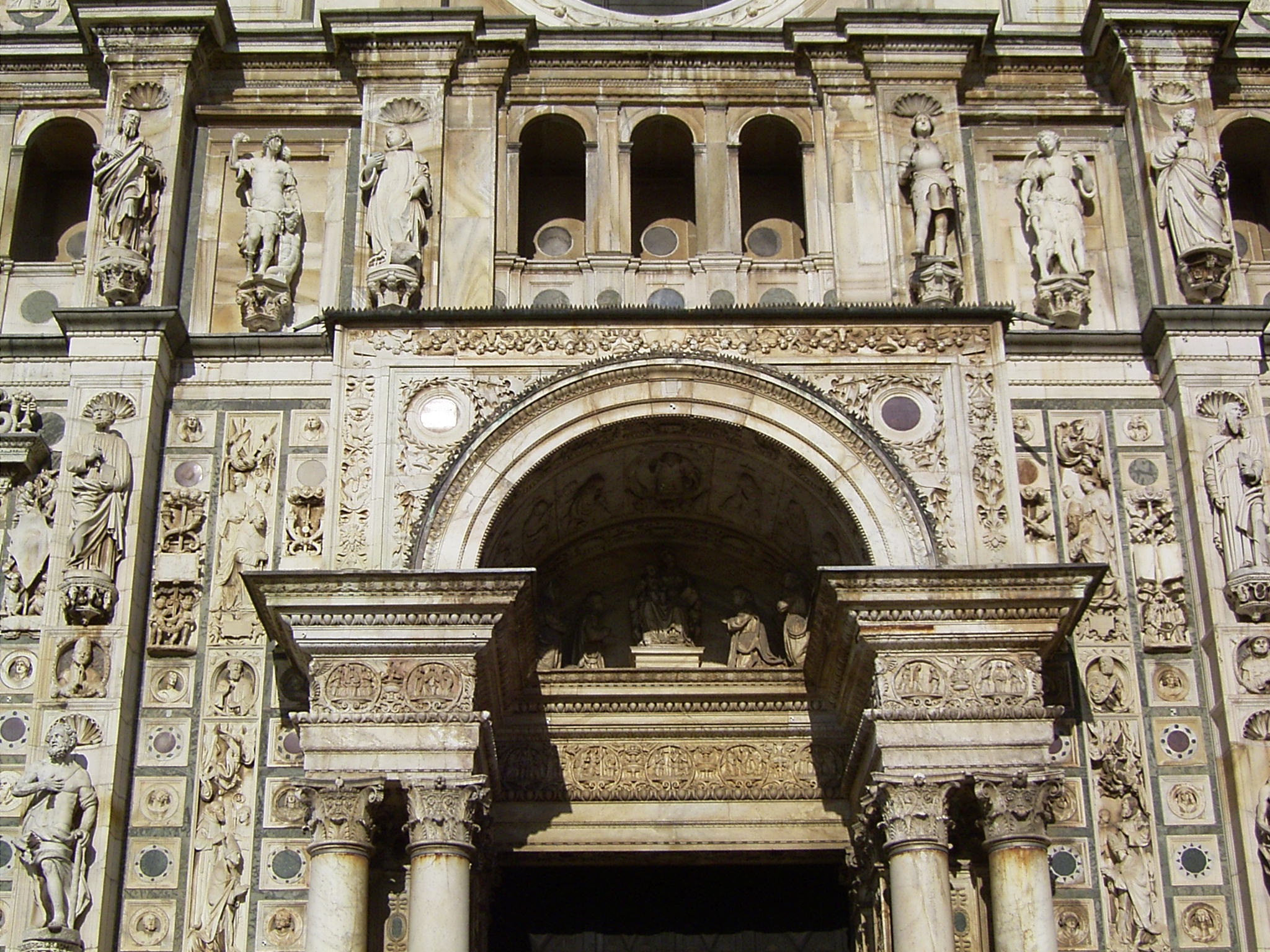
Portal w Certosa di Pavia – dzieło B. Briosco

Benedetto Briosco (ur. ok. 1460 w Pawii, zm. ok. 1517 tamże) – włoski rzeźbiarz i architekt okresu Odrodzenia. Jego działalność przypada na lata 1477–1517.

## Życiorys
Jednym z jego udokumentowanych dzieł jest grób Ambrogio Grifi (1489), w kaplicy znajdującej się w kościele San Pietro in Gessate w Mediolanie. Nagrobek ten charakteryzuje się surowym realizmem. Nawiązuje on do dzieł innego artysty, jakim był Giovanni Antonio Amadeo. Inne dzieła noszące znaki wpływu Amadeo oraz współpracy z Francesco Cazzanigą to Monumento Brivio w Sant’Eustorgio (1489) i Monumento Della Torre w kościele Santa Maria delle Grazie (1483–1484) w Mediolanie. Do jego dzieł należy też Statua św. Agnieszki z 1491 r. w Muzeo del Duomo w Mediolanie.
Począwszy od 1492 r. Briosco pracował przy budowie Certosa di Pavia i wraz z Amadeo uczestniczył w ozdabianiu fasady, a od 1494 r. także mauzoleum Gian Galeazzo Viscontiego (pod przewodnictwem Giovanniego Cristoforo Romano), rzeźbiąc statuy Matki Bożej z Dzieciątkiem, Świętych Wawrzyńca i Piotra, Magdaleny, Świętego Piotra i Chrystusa w chwale. Z ok. 1495 r. pochodzi też Monumento Longhignana, pierwotnie znajdujący się w San Pietro in Gessate, a dziś w kaplicy pałacu Boromeuszy na wyspie Isola Bella. W 1499 r. został następcą Amadeo jako kierownik prac nad fasadą Certosy. Efektem był klasycyzujący portal kościoła wraz z czterema kolumnami (1501–1507). Jego dziełem są też duże reliefy wykazujące wpływ Leonarda da Vinci, przedstawiające historie Certosy. Z tego okresu pochodzą także Arka św. Piotra i Marcelina w katedrze w Cremonie (1506–1513) i grób Ludovico II w kościele św. Jana w Saluzzo (1508–1512).
Briosco jest uznawany za jednego z najwybitniejszych następców Amadeo, do którego stylu dołączył klasycyzującą tendencję w rzeźbie, być może dzięki kontaktowi z Giovannim Cristoforo Romano.